# 213 (밴드)
213는 미국의 힙합 그룹이다. 스눕 독, 워런 G, 네이트 독으로 구성되며 세 사람은 이 그룹에서 각각 음악 업계에서 경력을 시작했다. 그룹의 이름은 결성 당시의 롱비치 지역 번호에서 유래한다.